# Coldwater (Kansas)
Coldwater – miasto położone w hrabstwie Comanche.